# Карл Шварцшильд
Карл Шварцшильд (нім. Karl Schwarzschild; 9 жовтня 1873 — 11 травня 1916) — німецький астроном та фізик, академік Прусської академії наук (1912), один з творців сучасної теоретичної астрофізики. Батько німецько-американського астрофізика Мартіна Шварцшильда.
Відрізнявся широтою наукових інтересів і залишив помітний слід у фотографічній фотометрії, теорії зоряних атмосфер, загальній теорії відносності та старій квантовій теорії. Його ім'ям, зокрема, названий відкритий ним точний розв'язок рівнянь Ейнштейна, який передбачає існування чорних дір, — метрика Шварцшильда.
Працював директором Геттінгенської, а потім Потсдамської обсерваторії. На початку Першої світової війни пішов добровольцем до німецької армії, на фронті захворів на автоімунну хворобу шкіри і невдовзі помер. Свої знамениті роботи про метрику Шварцшильда написав у військовому госпіталі в останні місяці життя.

## Біографія
Карл Шварцшильд народився в єврейський сім'ї у Франкфурті-на-Майні. Його батьком був Мозес Мартін Шварцшильд, матір'ю — Генрієтта Сабел. Карл був старшим із шести їхніх дітей. Його сестра Клара (1887—1946) у 1907 році стала дружиною астрофізика Роберта Емдена. В оточенні, де ріс Шварцшильд, заохочували всебічну освіту з упором на музику і мистецтво. Карл був першим у родині, хто виявив інтерес до природничих наук. До 11-річного віку він відвідував єврейську початкову школу, потім державну гімназію ім. Лессінга у Франкфурті. У шкільні роки цікавився астрономією, збирав кишенькові гроші для купівлі лінз та спорудження телескопа. Цей інтерес заохочував друг його батька, професор Теобальд Епштейн, який мав власну аматорську обсерваторію. Карл товаришував з його сином, Паулем Епштейном, в майбутньому відомим математиком. У 16 років, навчаючись у гімназії, Шварцшильд опублікував дві невеликі статті про визначення орбіт планет і подвійних зір. Здобувши атестат з відзнакою, у 1891—1893 роках він вивчав астрономію в Страсбурзькому університеті.
Потім у 1893 році Карл перейшов до Мюнхенського університету й закінчив його в 1896 з надзвичайною відзнакою (summa cum laude), здобувши науковий ступінь доктора філософії (тема дисертації: «До теорії Пуанкаре фігур рівноваги в однорідних рідких масах, що обертаються», науковий керівник — Гуґо фон Зелігер).
Від жовтня 1896 року Шварцшильд 2 роки працював асистентом в Обсерваторії Куффнера у Відні. Там він займався фотометрією зір, розробив формулу визначення часу експозиції для астрономічної фотометрії та відкрив явище невзаємозамісності у фотографії, пізніше назване його ім'ям (ефект Шварцшильда). У 1899 повернувся до Мюнхенського університету, де отримав посаду приват-доцента, захистивши габілітаційну дисертацію про вимірювання блиску зір. У 1900 році, задовго до появи загальної теорії відносності, Шварцшильд досліджував можливість того, що простір є неевклідовим, отримавши нижнє обмеження на радіус кривини простору 4 млн а. о. для випадку еліптичної геометрії та 100 млн а. о. для гіперболічної геометрії. У цей час він також досліджував рух пилових частинок у хвостах комет під дією світлового тиску та вивів зі спостережень розміри цих частинок.
У 1901 році Шварцшильд став екстраординарним (через рік, у віці 28 років — ординарним, тобто повним) професором в Геттінгенському університеті й одночасно директором Геттінгенської обсерваторії. Там він працював з такими науковцями, як Давид Гільберт та Герман Мінковський. 11 червня 1909 року Шварцшильда обрали до Лондонського королівського астрономічного товариства. Під час роботи в Геттінгені Шварцшильд займався електродинамікою й геометричною оптикою, виконав великий огляд фотографічних зоряних величин і встановив відмінність між фотографічними й візуальними зоряними величинами, досліджував перенесення випромінювання в зорях і фотосфері Сонця і в 1906 році встановив поняття променистої рівноваги, фундаментальне для моделювання зоряних атмосфер. Брав участь в експедиції до Алжиру для спостереження повного сонячного затемнення 30 серпня 1905 року.

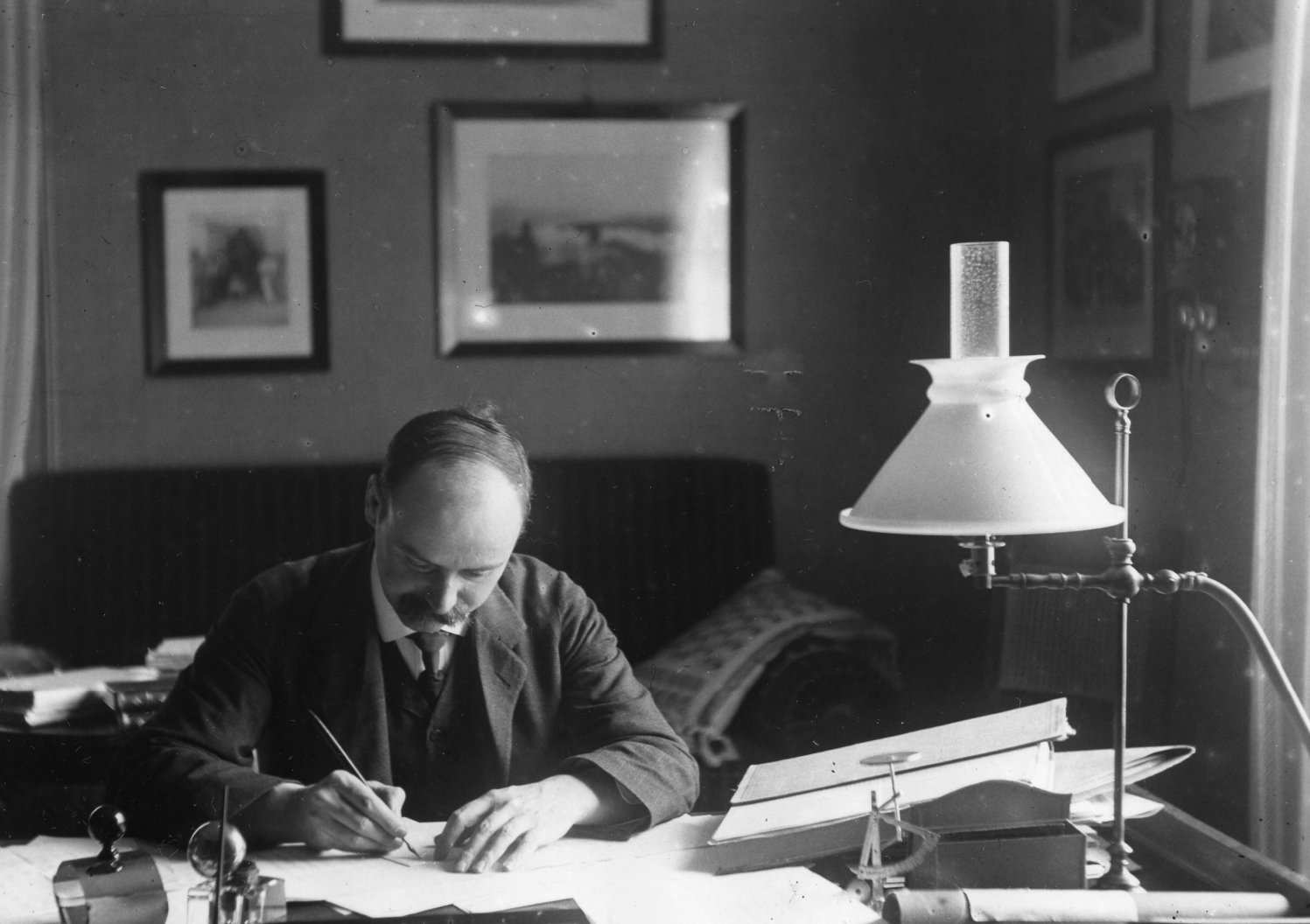
Карл Шварцшильд у Потсдамі

Наприкінці 1909 року Карл Шварцшильд став директором Астрофізичної обсерваторії в Потсдамі (цей пост вважався найбільш престижним для астронома в Німеччині), а в 1912 його обрали членом Прусської академії наук. Він опублікував монографію «Aktinometrie» (частина 1 — 1910, ч. 2 — 1912). У цей період він цікавився спектрометрією, досліджував фотографії комети Галлея, отримані під час її повернення 1910 року. 1910 року здійснив поїздку до США, відвідавши зустріч Американського астрономічного товариства та кілька американських обсерваторій. У 1914 році безуспішно намагався виявити в сонячних спектрах очікуване з теорії відносності гравітаційне червоне зміщення.

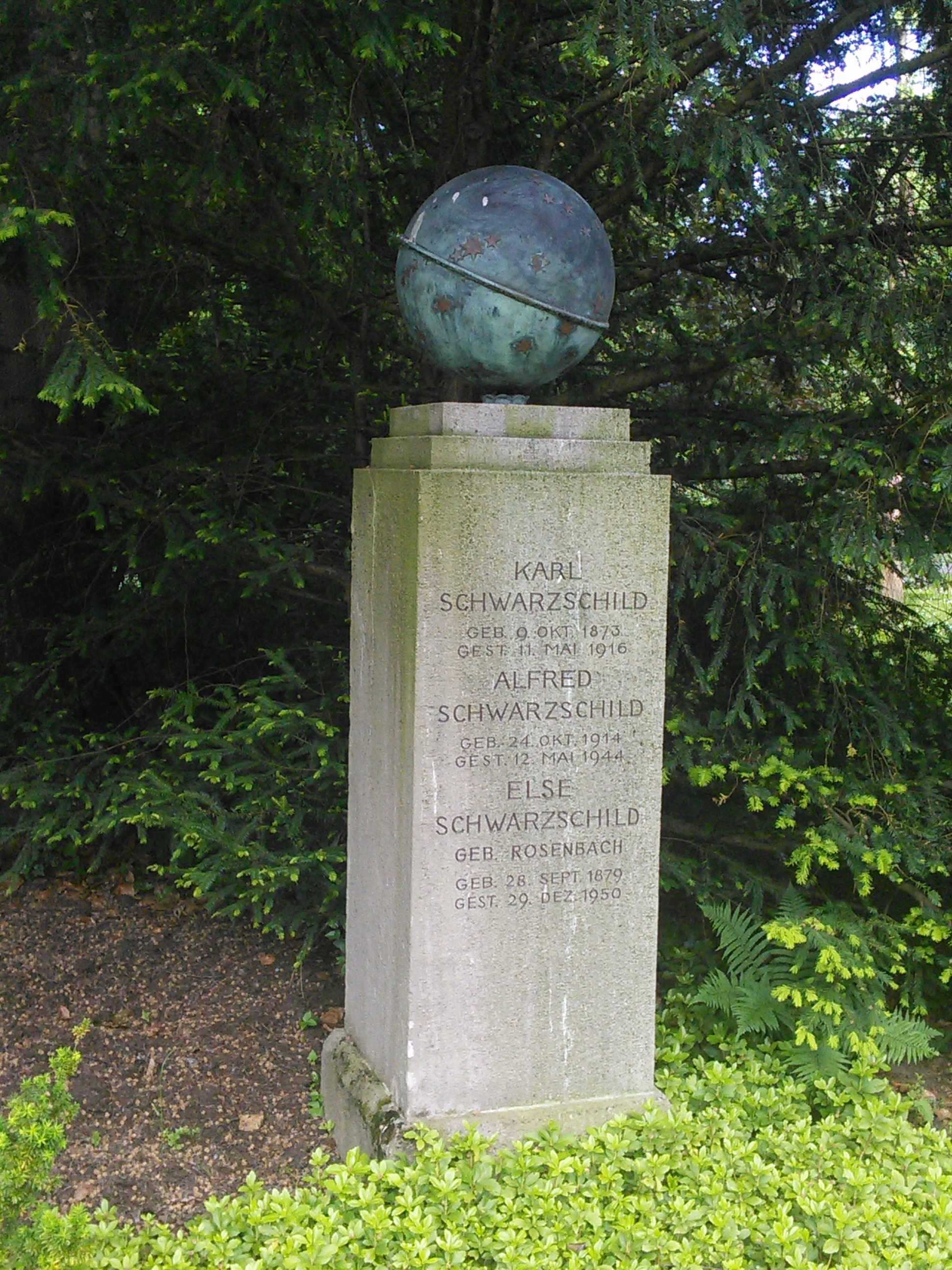
Могила Карла Шварцшильда на Геттінгенському цвинтарі

1914 року, на початку Першої світової війни, Шварцшильд пішов добровольцем до німецької армії, попри те, що його вік перевищував 40 років. Спочатку служив в Намюрі (Бельгія) на військовій метеорологічній станції, потім, отримавши чин лейтенанта, перейшов до штабу дивізії далекобійної артилерії, дислокованої спершу у Франції, а пізніше в Російській імперії. Займався там розрахунками траєкторій снарядів. У 1915 році направив до Академії повідомлення про поправки на вітер і густину повітря, опубліковане лише 1920 року, після розсекречення. Був нагороджений Залізним хрестом.
18 листопада 1915 року Шварцшильд, перебуваючи у відпустці, був присутній на лекції Ейнштейна перед Прусською академією наук у Берліні, на якій Ейнштейн представляв свою статтю, що пояснювала зсув перигелію Меркурія за допомогою загальної теорії відносності.
На східному фронті захворів на пемфігус — автоімунну хворобу шкіри, на той час невиліковну. У фронтовому госпіталі Шварцшильд написав дві статті про загальну теорію відносності та фундаментальну роботу з квантової теорії Бора — Зоммерфельда, що містила теорію ефекту Штарка для атома водню. 13 січня 1916 року Ейнштейн представив Прусській академії наук роботу Шварцшильда з розв'язком рівнянь загальної теорії відносності. У березні 1916 року Шварцшильда комісували через хворобу. Він повернувся до Німеччини і за два місяці помер. Похований на Геттінгенському міському цвинтарі.

## Наукові результати
Широта охоплення тем фізики, математики та астрономії у його роботах призвела до того, що Еддінгтон порівнював Шварцшильда з Пуанкаре, лише практичнішої спрямованості. Сам Шварцшильд у своїй вступній промові до Берлінської академії наук (1913) пояснював це так:

Математика, фізика, хімія, астрономія рухаються єдиним фронтом. Хто відстає — того підтягують. Хто випереджає — допомагає іншим. Найтісніша солідарність існує між астрономією та всім колом точних наук. … З цього погляду я можу вважати успіхом те, що мої інтереси ніколи не обмежувалися тим, що далі Місяця, але слідували ниткам, що тягнуться звідти до нашого, підмісячного знання; я часто бував невірним небесам. Це потяг до універсальності, яка була ненавмисно посилена моїм учителем Зелігером, а потім розцвіла завдяки Феліксу Кляйну та всьому науковому колу Геттінгена. Там популярний девіз, згідно з яким математика, фізика та астрономія становлять єдине знання, яке, подібно до грецької культури, має сприйматися як ідеальне ціле.
— Карл Шварцшильд
До основних здобутків Шварцшильда в практичній астрономії належать його роботи з основ точної фотографічної фотометрії, розпочаті в Геттінгені і продовжені потім у Потсдамі. Ще в Геттінгені він розробив техніку точної оцінки блиску зір за фотографіями й на практиці визначив закон зв'язку почорніння на фотопластинці з часом експозиції та блиском зорі (закон Шварцшильда). Оскільки фотопластинка й око відрізняються за чутливістю до різних довжин хвиль електромагнітного спектра, то візуальну та фотографічну шкали блиску зір треба було зв'язати між собою, встановивши якийсь загальний нуль-пункт. Це також вперше зробив Шварцшильд. Різниця між візуальною й фотографічною зоряною величиною може бути оцінкою температури зорі, і завдяки цьому ще 1899 року Шварцшильд виявив коливання ефективної температури цефеїд. У Потсдамі в 1910—1912 роках він склав точний каталог фотографічних зоряних величин 3500 зір яскравіших за 7,5m зі схиленнями в межах від 0° до +20° (так звана «Геттінгенська актинометрія»), який разом з візуальними каталогами заклав підґрунтя важливих статистичних досліджень з оцінки температур зір і відстаней до них.
Вивчення статистики власних рухів зір, поштовхом до якого слугувала теорія двох потоків Каптейна, в 1907 році, привело Шварцшильда до формулювання альтернативного до Каптейнового закону еліпсоїдального розподілу швидкостей зір у Галактиці, потім підтвердженого в межах теорії обертання Галактики. У 1910—1912 роках Шварцшильд розробив і розв'язав у загальному вигляді інтегральні рівняння зоряної статистики, що пов'язують абсолютні й видимі характеристики зір з їхньою просторовою щільністю.
У 1906 році Шварцшильд ввів у теорію зоряних атмосфер концепцію променистої рівноваги, за якою перенесення енергії в атмосфері здійснюється випромінюванням, а конвекція стає важливою тільки в глибших шарах під атмосферою. На основі закону Віна він створив математичну теорію променистої рівноваги й розробив відповідну модель будови зоряної атмосфери, яка й зараз лежить в основі неконвективних моделей зоряних атмосфер.
Ряд робіт Шварцшильда присвячений теорії рівноваги малих частинок в полі випромінювання зір і застосуванню цієї теорії до кометних хвостів, теорії аберацій оптичних інструментів, варіаційним принципам в електродинаміці електрона, теорії прямої міжчастинкової електромагнітної взаємодії, а його остання робота присвячена теорії ефекту Штарка для атома водню в межах борівської старої квантової механіки — у ній Шварцшильд вперше ввів змінні «дія-кут», важливі в теорії консервативних гамільтонових систем.
Його роботи з теорії відносності містили перші точні розв'язки польових рівнянь загальної теорії відносності зі сферичною симетрією — так званий внутрішній розв'язок Шварцшильда для кулястого тіла з однорідної рідини, що не обертається, і зовнішній розв'язок Шварцшильда для статичного порожнього простору навколо сферично симетричного тіла (другий розв'язок зараз називають метрикою Шварцшильда). Розв'язок Шварцшильда став першим точним розв'язком рівнянь Ейнштейна, який передбачав чорні діри, тому кілька термінів у фізиці чорних дір отримали його ім'я, зокрема, радіус Шварцшильда, чорна діра Шварцшильда й координати Шварцшильда.
Відомо, що першою реакцією Ейнштейна на роботу Шварцшильда була недовіра: Ейнштейн вважав, що знайти точний зовнішній розв'язок для такої складної системи рівнянь, як у загальній теорії відносності, неможливо. Тільки власноруч перевіривши всі розрахунки, Ейнштейн переконався, що задача розв'язана вірно. Крім цього, на підставі свого точного зовнішнього розв'язку Шварцшильд вивів передбачену загальною теорією відносності величину зміщення перигелію орбіти Меркурія та гравітаційного відхилення світла, підтвердивши значення, раніше знайдені Ейнштейном за допомогою наближеного розв'язку рівнянь.
На засіданні Берлінської академії наук, присвяченому пам'яті Шварцшильда, Ейнштейн так оцінив науковий доробок Шварцшильда:

У теоретичних роботах Шварцшильда особливо вражають впевнене володіння математичними методами дослідження й та легкість, з якою він осягає сутність астрономічної чи фізичної проблеми. Рідко зустрічаються такі глибокі математичні знання разом із здоровим глуздом і такою гнучкістю мислення, як у нього. Саме ці обдарування дозволили йому виконати важливі теоретичні роботи в тих областях, які відлякували інших дослідників математичними труднощами. Рушійною силою його невичерпної творчості, мабуть, набагато більшою мірою можна вважати радість художника, що відкриває тонкий зв'язок математичних понять, ніж прагнення до пізнання прихованих залежностей у природі.
— Альберт Ейнштейн

## Пам'ять
На честь Карла Шварцшильда названі:
- Обсерваторія Карла Шварцшильда в місті Таутенбурзі за 10 км від Єни, в якій знаходиться найбільший у Німеччині телескоп[50][51];
- відкритий в 1916 астероїд 837 Шварцшильда[52];
- кратер Шварцшильд на Місяці[53];
- Німецьке астрономічне товариство з 1959 року щороку присуджує медаль Карла Шварцшильда, першим лауреатом якої став його син Мартін[51].

У науці ім'я Шварцшильда носять:
- відкритий їм точний розв'язок рівнянь Ейнштейна та його характеристики та узагальнення — метрика Шварцшильда, радіус Шварцшильда, координати Шварцшильда;
- експонента та ефект Шварцшильда у фотографічній фотометрії;
- інтегральне рівняння Шварцшильда — Мілна в теорії перенесення випромінювання;
- еліпсоїдальний розподіл Шварцшильда для швидкостей зір;
- критерій Шварцшильда конвективної нестійкості зоряних атмосфер;
- стала Шварцшильда для форми конічних перетинів[55].

## Публікації
- У Вікіджерелах є Роботи Карла Шварцшильда

Повна бібліографія робіт Карла Шварцшильда була опублікована в 1917 році Отто Блюменталем. У бібліотеці Геттінгена зберігається також колекція його листів і записів, мікрофільмована в 1975 для Центру історії фізики Американського інституту фізики. Перше зібрання творів Карла Шварцшшильда у трьох томах надрукувало видавництво Springer в 1992 році.
Рівноважні фігури рідини, що обертається
- Schwarzschild K.. Die Poincaresche Theorie Des Gleichgewichts Einer Homogenen Rotierenden Flussigkeitsmasse :  [англ.]. — BiblioLife, 2013. — 87 с. — ISBN 9781295437337.

Оптичні системи
- Untersuchungen zur geometrischen Optik I. Einleitung in die Fehlertheorie optischer Instrumente auf Grund des Eikonalbegriffs, 1906, Abhandlungen der Gesellschaft der Wissenschaften in Göttingen, Band 4, Nummero 1, S. 1-31
- Untersuchungen zur geometrischen Optik II. Theorie der Spiegelteleskope, 1906, Abhandlungen der Gesellschaft der Wissenschaften in Göttingen, Band 4, Nummero 2, S. 1-28
- Untersuchungen zur geometrischen Optik III. Über die astrophotographischen Objektive, 1906, Abhandlungen der Gesellschaft der Wissenschaften in Göttingen, Band 4, Nummero 3, S. 1-54
- Über Differenzformeln zur Durchrechnung optischer Systeme, 1907, Nachrichten von der Gesellschaft der Wissenschaften zu Göttingen, S. 551—570

Вимірювання блиску
- Aktinometrie der Sterne der B. D. bis zur Größe 7.5 in der Zone 0° bis +20° Deklination. Teil A. Unter Mitwirkung von Br. Meyermann, A. Kohlschütter und O. Birck, 1910, Abhandlungen der Gesellschaft der Wissenschaften in Göttingen, Band 6, Numero 6, S. 1-117

Теорія зоряних атмосфер
- Über das Gleichgewicht der Sonnenatmosphäre, 1906, Nachrichten von der Gesellschaft der Wissenschaften zu Göttingen, S. 41-53. (im Web verfügbar in der European Digital Mathematics Library, auf Deutsch).
- Über Diffusion und Absorption in der Sonnenatmosphäre, 1914, Sitzungsberichte der Preußischen Akademie der Wissenschaften zu Berlin, S. 1183—1200

Теорія розсіювання світла малими частинками
- Die Beugung und Polarisation des Lichts durch einen Spalt. I., 1902, Mathematische Annalen, Band 55, S. 177—247
- K. Schwarzschild, E. Kron: Ueber die Helligkeitsverteilung im Schweif des Halley´schen Kometen, 1911, Nachrichten von der Gesellschaft der Wissenschaften zu Göttingen, S. 197—208

Варіаційний принцип в електродинаміці
- Zur Elektrodynamik. I. Zwei Formen des Princips der Action in der Elektronentheorie, 1903, Nachrichten von der Gesellschaft der Wissenschaften zu Göttingen, S. 126—131
- Zur Elektrodynamik. II. Die elementare elektrodynamische Kraft, 1903, Nachrichten von der Gesellschaft der Wissenschaften zu Göttingen, S. 132—141
- Zur Elektrodynamik. III. Ueber die Bewegung des Elektrons, 1903, Nachrichten von der Gesellschaft der Wissenschaften zu Göttingen, S. 245—278

Загальна теорія відносності
- Über das Gravitationsfeld eines Massenpunktes nach der Einstein’schen Theorie. Reimer, Berlin 1916, S. 189 ff. (Sitzungsberichte der Königlich-Preussischen Akademie der Wissenschaften; 1916)
- Über das Gravitationsfeld einer Kugel aus inkompressibler Flüssigkeit. Reimer, Berlin 1916, S. 424—434 (Sitzungsberichte der Königlich-Preussischen Akademie der Wissenschaften; 1916)

Теорія эфекту Штарка
- Zur Quantenhypothese. 1916, Sitzungberichte der Preussischen Akademie der Wissenschaften zu Berlin, S. 548—568

Інші роботи
- Ueber die Eigenbewegungen der Fixsterne, 1907, Nachrichten von der Gesellschaft der Wissenschaften zu Göttingen, S. 614—632
- Ueber die Bestimmung von Vertex und Apex nach der Ellipsoidhypothese aus einer geringeren Anzahl beobachteter Eigenbewegungen, 1908, Nachrichten von der Gesellschaft der Wissenschaften zu Göttingen, S. 191—200
- Die naturwissenschaftlichen Ergebnisse und Ziele der neueren Mechanik., 1904, Jahresbericht der Deutschen Mathematiker-Vereinigung, Band 13, S. 145—156
- Über die astronomische Ausbildung der Lehramtskandidaten., 1907, Jahresbericht der Deutschen Mathematiker-Vereinigung, Band 16, S. 519—522

Зібрання творів
- Schwarzschild Karl. Gesammelte Werke (Collected Works) :  [англ.] / Ed. by Voigt Hans-Heinrich. — Springer Berlin Heidelberg, 1992. — Vol. 1—3. — ISBN 978-3-642-63467-3. — doi:10.1007/978-3-642-58086-4.